# Петар Трбоєвич
Петар Трбоєвич (9 вересня 1973) — сербський ватерполіст.
Учасник Олімпійських Ігор 1996 року, бронзовий медаліст 2000 року, срібний медаліст 2004 року. Чемпіон світу з водних видів спорту 2005 року.
Переможець літньої Універсіади 1995 року.